# Paranomis denticosta
Paranomis denticosta är en fjärilsart som beskrevs av Munroe och Akira Mutuura 1968. Paranomis denticosta ingår i släktet Paranomis och familjen Crambidae. Inga underarter finns listade i Catalogue of Life.